# Axel Mathiesen
 Der er flere personer med dette navn, se Axel Mathiesen (atlet).
Axel Emanuel Mathiesen (10. maj 1882 i København – 24. november 1973 på Frederiksberg) var en dansk tegner og illustrator.
Mathiesen begyndte som reklametegner og vittighedstegner i blandt andet Svikmøllen og illustrerede senere børnebøger og skønlitteratur for voksne. Han var autodidakt og underskrev sig "AM".
Han illustrerede forsiderne til de første danske udgaver af Edgar Rice Burroughs' Tarzan-bøger, Gunnar Jørgensens Flemming-bøger, Kong Theseus af Poul Hoffmann (Branner og Korch, 1955), Coopers Hjortedræber og Læderstrømpe, Jules Vernes romaner, Marryats Kaptajn Grants børn og Nybyggerne i Canada, Robin Hood, Margaret Mitchells Borte med Blæsten, Kiplings fortællinger, H.C. Andersens eventyr, Agatha Christies krimier, Hjemmets julehæfte og mange mange flere. Han tegnede også julemærket 1948 og Lyngbys borgmesterkæde.
Axel Mathiesens skrev og illustrerede børnebilledbogen Vil du med? Gyldendal 1933. Han var kunstnerisk og genremæssigt forbillede for danske illustratorer som Ib Spang Olsen og Mads Stage.
Barnebarnet Hanne Bistrup og Jan Toxværd Jørgensen udgav i 2009 biografien Axel Mathiesen – en tegner og hans tid – med forord af Ib Spang Olsen.
Axel Mathiesen er oldefar (fars morfar) til forfatteren Jens Fink-Jensen og historikeren Morten Fink-Jensen.
Axel Mathiesen og hans hustru, Elna, blev begravet på Solbjerg Parkkirkegård på Frederiksberg. Gravstedet er nedlagt.